# Кошутњак (Београд)
Кошутњак је име за шуму и насеље у Београду у градским општинама Чукарица и Раковица.
Парк-шума и градско излетиште Кошутњак простире се на површини од 330 хектара, на надморској висини од 250 м. Шума листопадног и четинарског дрвећа испресецана је многобројним стазама.
Вероватно је име Кошутњак настало због кошута, којих је некад овде било. Све до 1903. густа шума била је затворено дворско ловиште, а потом је Кошутњак отворен и за грађане.
У Кошутњаку су и два посебно уређена комплекса: Пионирски град, спортско-рекреативни центар, и Филмски град са комплексом атељеа и других објеката и уређаја за производњу филмова. Спортско-рекреативни центар „Кошутњак“ има игралишта за фудбал, атлетска такмичења, одбојку, кошарку, рукомет, пет отворених и један затворен базен. За љубитеље скијања у Кошутњаку ради летња и зимска ски-стаза. У подножју брда, где је некада било ловиште кнежевске породице Обреновић, налази се извор Хајдучка чесма. У Кошутњаку се налазе Факултет спорта и физичког васпитања Универзитета у Београду и седиште Републичког хидрометеоролошког завода Србије.
У историји је познат као место убиства кнеза Михаила Обреновића, 29. маја 1868. године.

## Спортске активности
Трим стаза је један од спортских објеката у Кошутњаку. Почетак стазе се налази преко пута Републичког завода за спорт, у улици Кнеза Вишеслава 72. Стаза је кружна, дужине 1200 m, ширине 1,5 m. На њој постоји 16 „станица” са справама за вежбање, инфо табле, обележена је сваких 100 m, постоје и канте за смеће. Са стране је оивичена дрвеним праговима, испод је дренажа, а горњи слој је дрвена пиљевина. Стаза обилази плато на коме су распоређени остали спортски терени. Осветљена је соларним лампама на сваких 20 m. Стаза је формирана још седамдесетих година 20. века, када су направљене и справе за вежбање. Тада је била посута иглицама четинара и била веома популарна. Преко 35 година није обнављана и претворила се у обичан путић, који се при најмањој киши претварао у блато, па је свако вежбање било немогуће. Током септембра – октобра 2011, Трим стаза је добила изглед какав доликује. На иницијативу многобројних грађана Министарство за спорт је донирало реконструкцију стазе..
Шума Кошутњак је једно од омиљених и најлепших природних богатстава Београда и једно од омиљених места његових грађана.
Многи делови Кошутњака су били непроходни до 1935. када је направљен 21 км путева. Први голф терен у Београду је отворен крајем маја 1936, на Духове, "од немачког ратничког гробља према Раковици", у присуству кнеза Павла, премијера Стојадиновића и других високих личности. Изграђен је и голф клуб. Нови друм између Раковице и Кошутњака је изграђен 1937. - до раковичког надвожњака, одакле се рачвао према станици у Топчидеру и самом Кошутњаку. У то време су изграђене и јахачке стазе.
У Кошутњаку је 1935-36. била направљена скијашка скакаоница од 40 метара, али није коришћена све до фебруара 1940. када ју је незванично "отворио" Франта Дворжак, иначе пливачки рекордер. На Кошутњаку и Бановом брду се и скијало у то доба.
Пионирска пруга је грађена 1947.

## Галерија
- Споменик бранитељима Београда из 1915. „HIER RUHEN SERBISCHE HELDEN ОВДЕ ПОЧИВАЈУ СРПСКИ ЈУНАЦИ † 1915 †“
- СПОМЕНИК СРПСКИМ РАТНИЦИМА ЈУНАЧКИ ИЗГИНУЛИМ БРАНЕЋИ БЕОГРАД У ЈЕСЕН 1915. ГОДИНЕ
- Споменик немачким војницима
- Спомен-обележје београдским студентима
- Хајдучка чесма
- Стара запуштена чесма
- "Иванова чесма“ посвећена Ивану Стамболићу
- Седиште Републичког хидрометеоролошког завода Србије
- Дрворед платана у шуми Кошутњак
- Немачко гробље из 1915. године
- Једна од стаза Кошутњачке шуме
- Јесен у Кошутњаку
- Кроз кошутњачку улицу у јесен
- Кошутњачки јеж
- Кошутњак после кише
- Хајдучка чесма
- Кошутњак у пролеће
- Кошутњак